# De Wolden
De Wolden es un municipio del sudoeste de la provincia de Drenthe en los Países Bajos. El 1 de enero de 2014 contaba con una población de 23.592 habitantes sobre una superficie de 226,35 km ², de los que 1,58 km ² corresponden a la superficie ocupada por el agua, con una densidad de 105 h/km². El municipio se creó el 1 de enero de 1998 por la fusión de Zuidwolde, Ruinerwold, De Wijk y la mayor parte de Ruinen, antiguos municipios.
El municipio cuenta con 17 núcleos de población oficiales y 47 aldeas. El ayuntamiento se encuentra en Zuidwolde. 

## Galería de imágenes

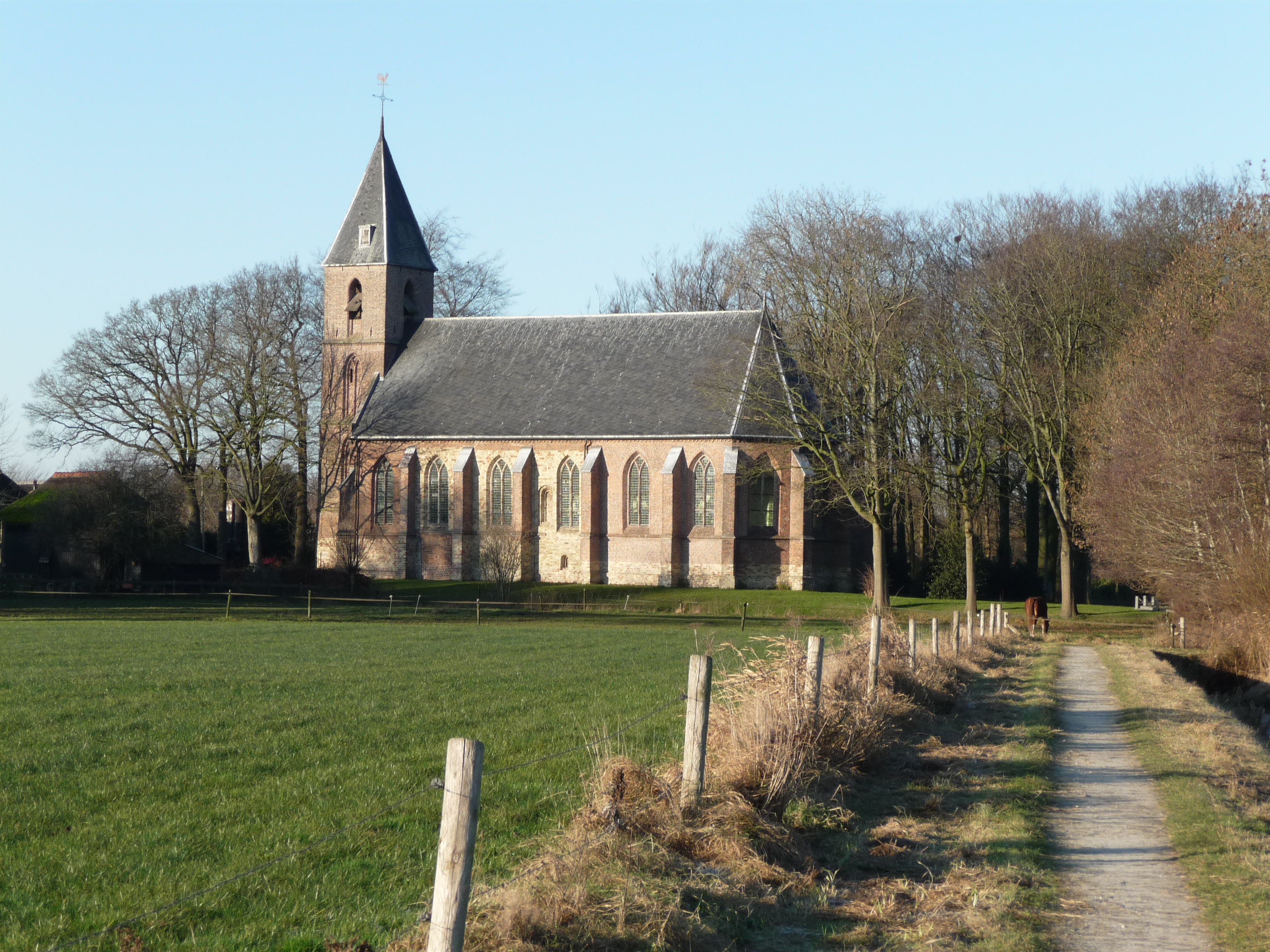
Blijdenstein
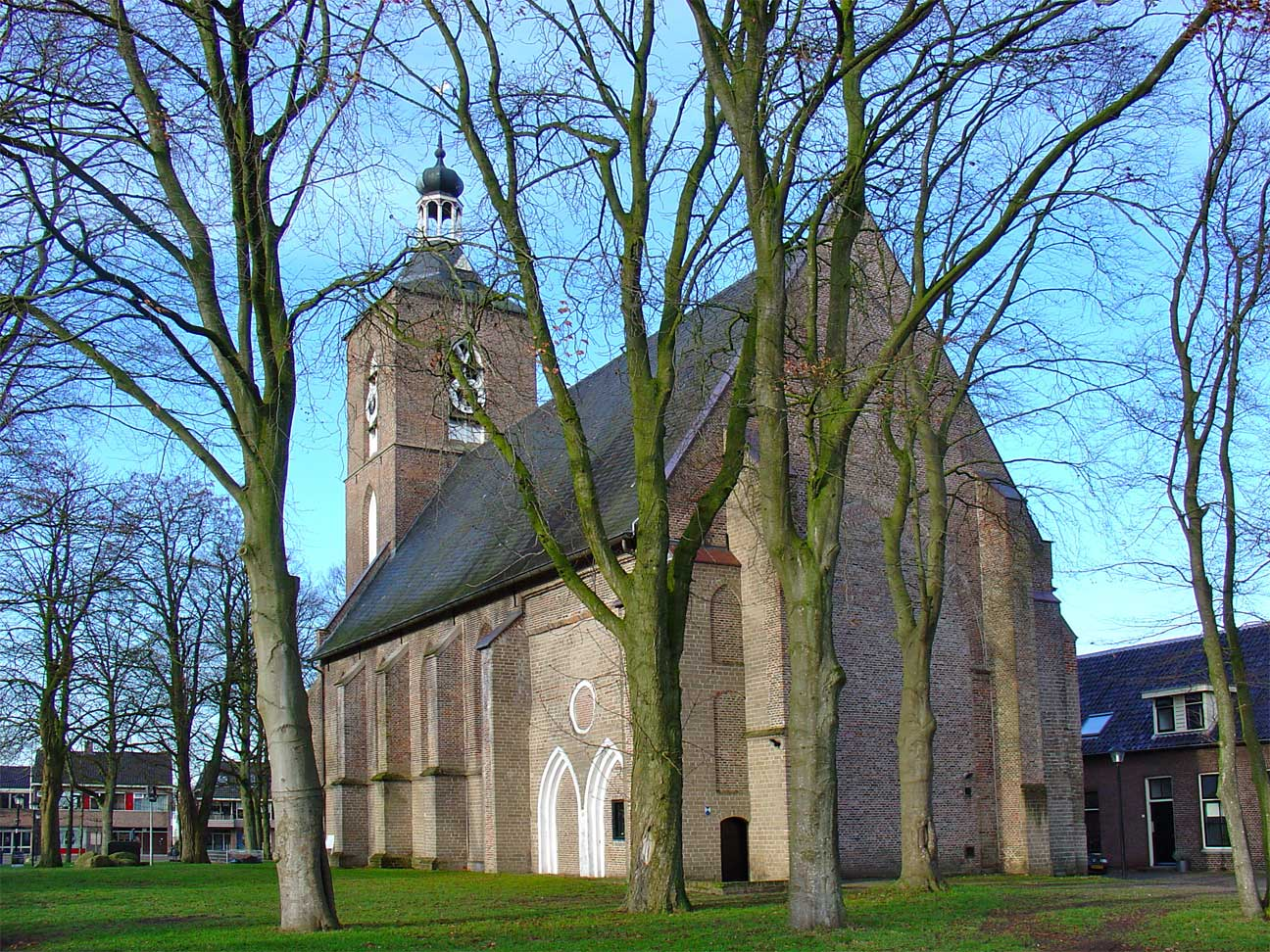
Iglesia de María en Ruinen, iniciada en el siglo XII
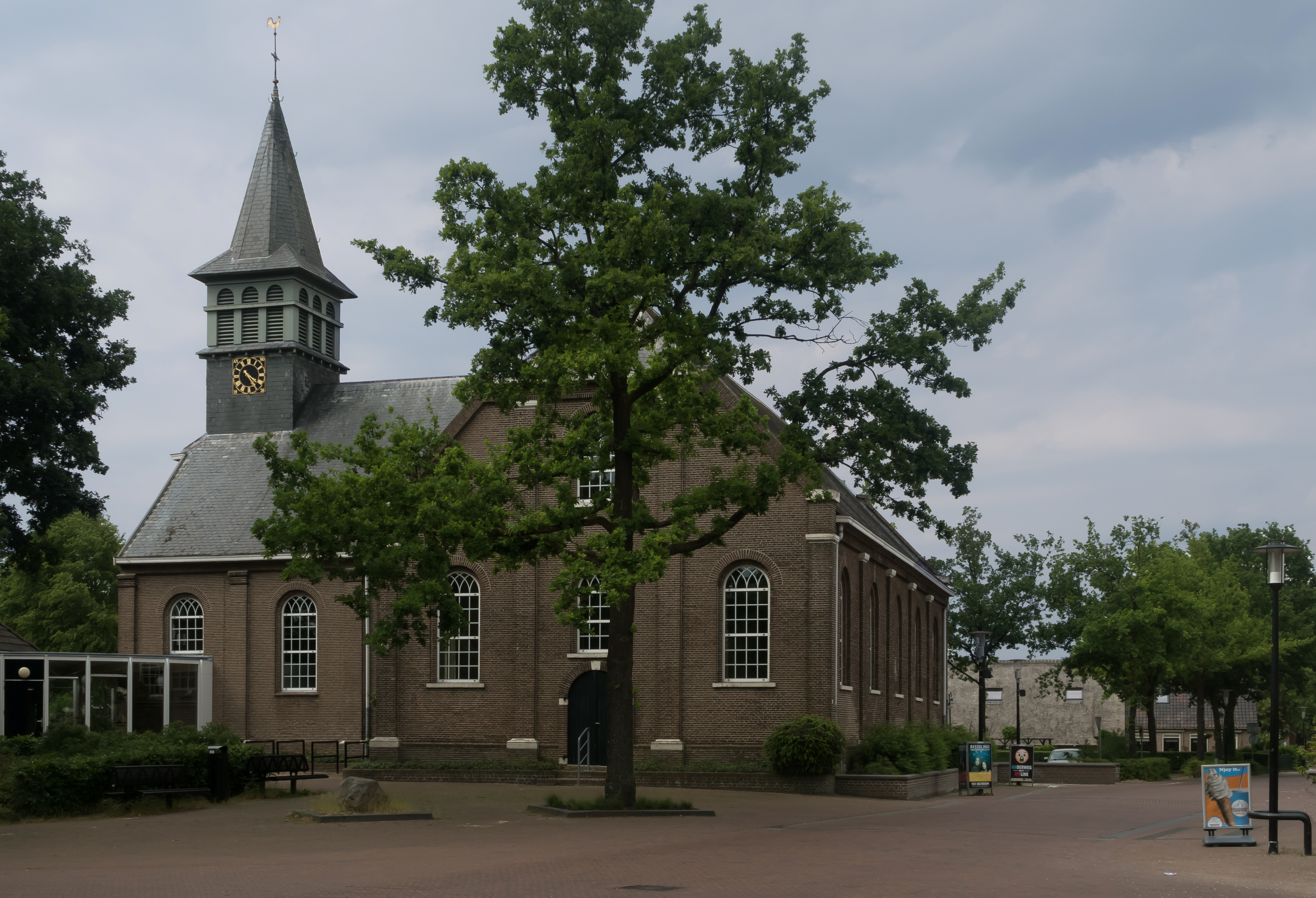
Iglesia protestante en Zuidwolde
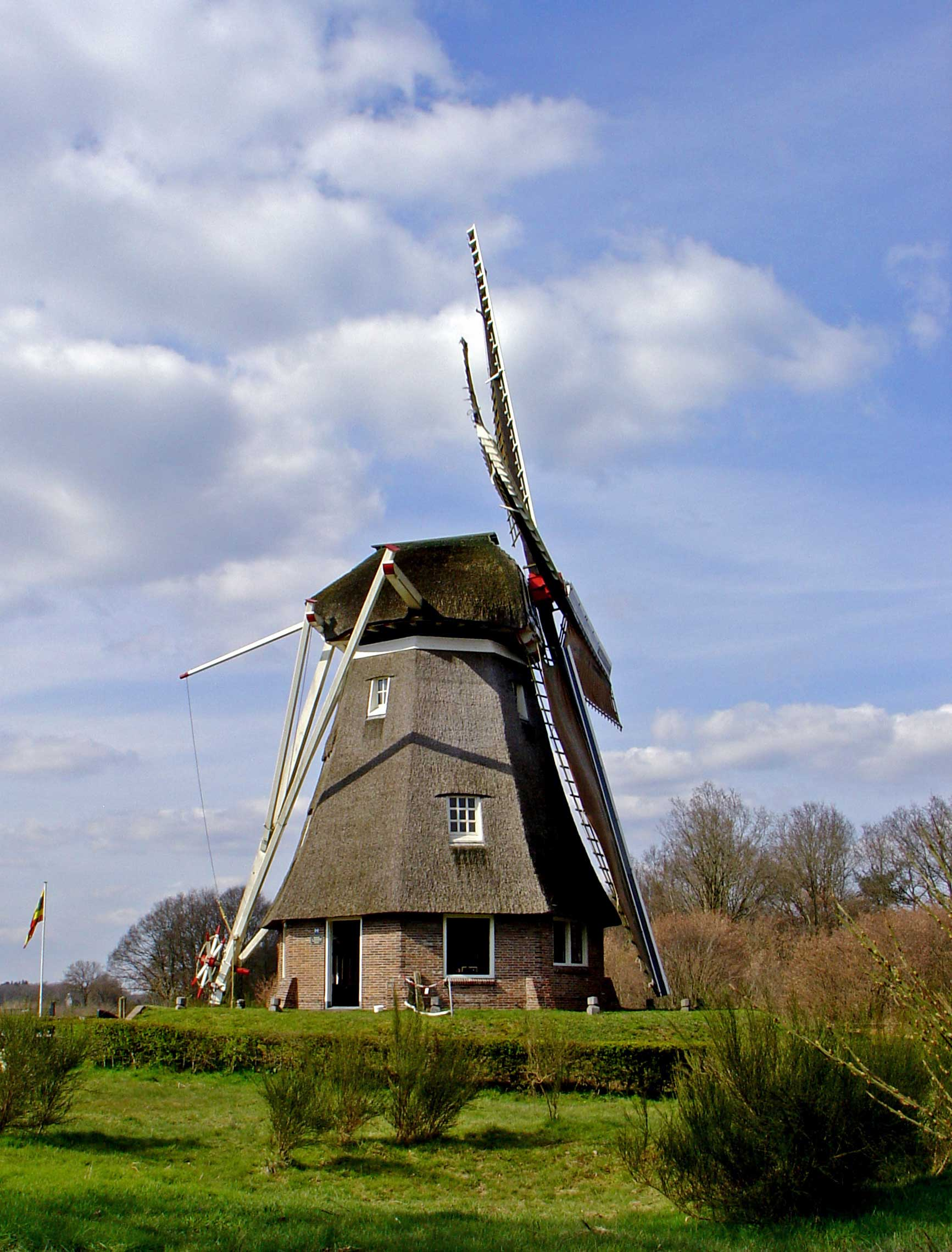
Molino De Zaandplatte en Ruinen
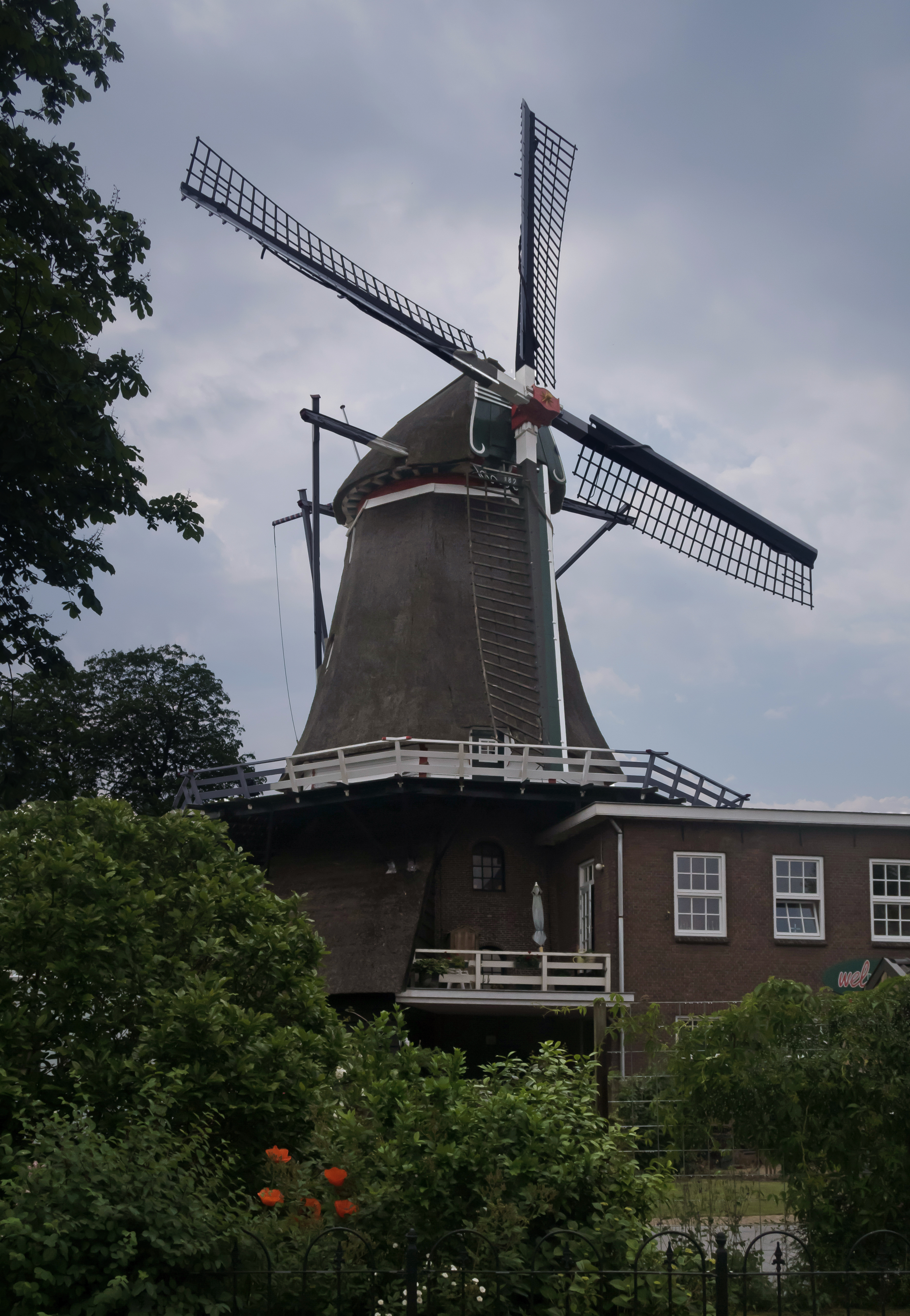
Molino De Wieker Meule en De Wijk
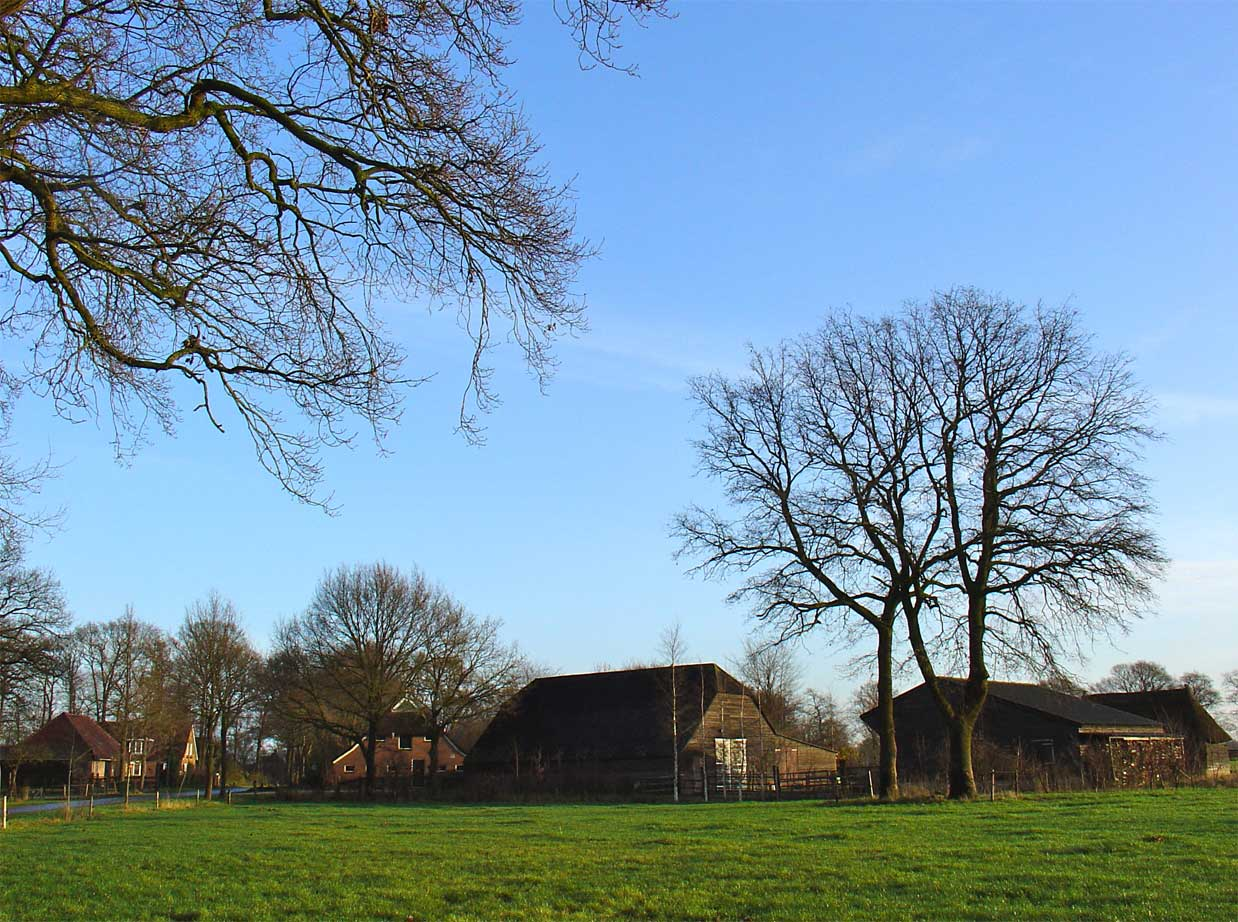
Vista de Hees
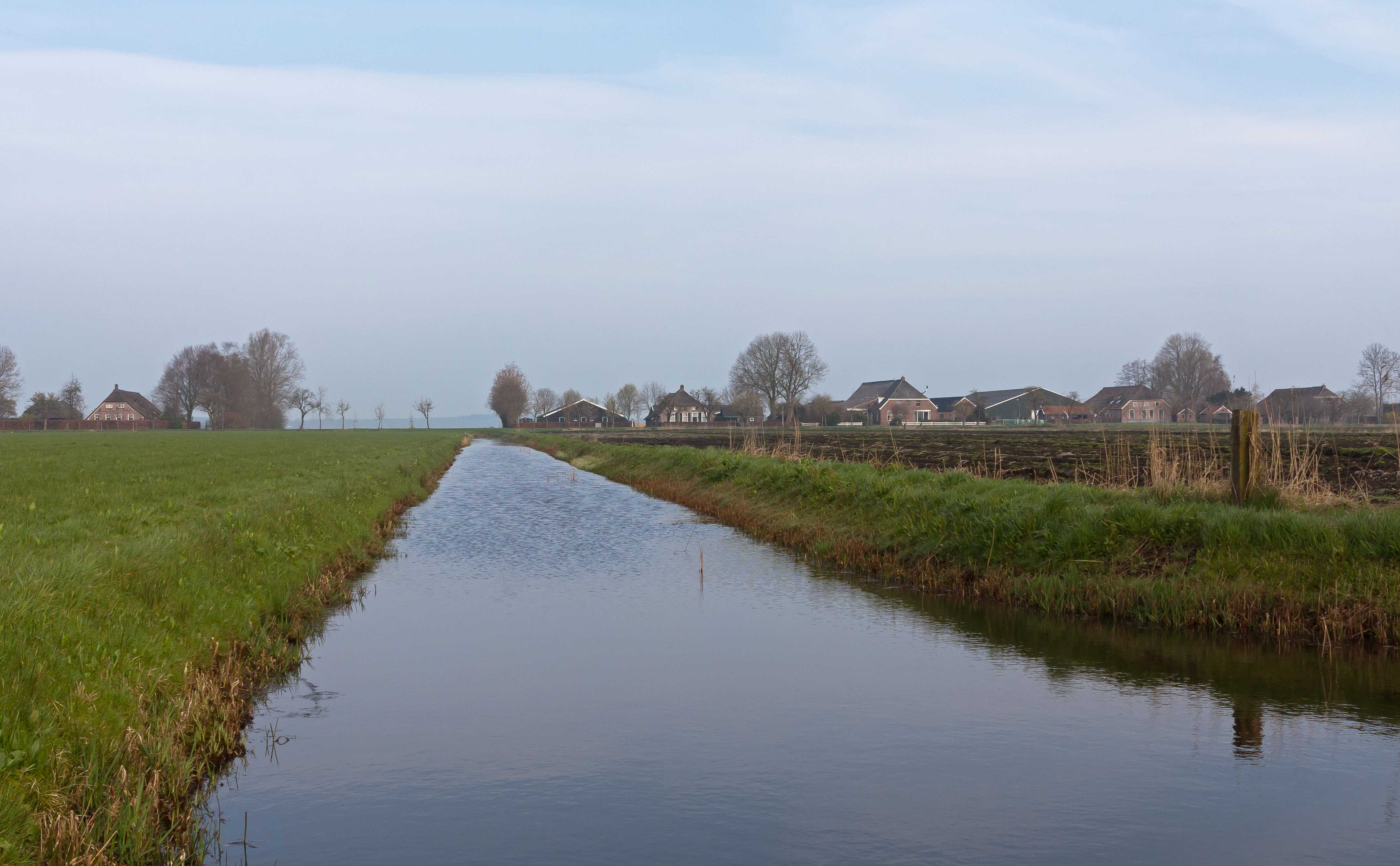
Canal en el paisaje de turba entre Oosteinde y Ruinen